# Norra stambanan
 Ikke at forveksle med Stambanan genom övre Norrland.
Norra stambanan (dansk: Den nordlige hovedbane) er en jernbanestrækning i Sverige, som forbinder Gävle og Stockholm (via Ostkustbanan) med Ånge.
Jernbanen blev anlagt i slutningen af 1800-tallet (færdig til Ånge i 1881) og anlægningsperioden varende cirka 15 år.  I nord er den både kurvet og har en større hældning, end det er tilladt på moderne jernbaner i Sverige.  Gennemsnitshastigheden er 95 km/t, på trods af mange forbedringer siden banen blev anlagt.
Pr. 2007 kører de fleste persontog, der passerer Ånge og skal til eller fra Stockholm, ad Mittbanan via Sundsvall.  Det samme gælder X 2000-togene mellem Östersund og Stockholm.
Norra stambanans strækninger er Gävle/Storvik-Ockelbo-Ljusdal-Ånge.  Den oprindelige strækning mellem Uppsala og Ockelbo løb imidlertid ikke via Gävle, men via Sala, Avesta-Krylbo og Storvik.  Disse spor hører i dag til Dalabanan og Godsbanen gennem Bergslagen.  Banedelen Storvik-Ockelbo kaldes stadig for Norra Stambanan, og den vej kører de fleste godstog.  Årsagen til at banen blev flyttet lidt ind i landet, var antikystprincippet som militæret fik gennemført.  Efter 1942, hvor Gävle-Ockelbo blev statsliggjort og elektrificeret, er strækningen mere og mere blevet regnet som en del af hovedbanen, da persontogene Stockholm-Norrland begyndte at køre på den.